# بوروغونتسي (ساها)
بوروغونتسي (بالروسية: Борогонцы) هي منطقة ريفية في جمهورية ياقوتيا في روسيا، وهي المركز الإداري وواحدة من ثلاث مستوطنات.
بالإضافة إلى «ميندابا، وتومتور» في ريف «ميوريونسكي» في مقاطعة «اوست الدنسكي» في جمهورية سخا في ياقوتيا، وبالإضافة إلى كونها المركز الإداري لميوريونسكي ريف اوكروج الذي تتبع له المستوطنات الثلاث نفسها.
بلغ عدد سكانها اعتبارًا من تعداد 2010 (الإحصاء الروسي (2010)) 5,222، إنخفض من 5,458 المسجل خلال تعداد عام 2002.